# Alchornea scandens
Alchornea scandens är en törelväxtart som först beskrevs av João de Loureiro, och fick sitt nu gällande namn av Johannes Müller Argoviensis. Alchornea scandens ingår i släktet Alchornea och familjen törelväxter.
Artens utbredningsområde är Vietnam. Inga underarter finns listade i Catalogue of Life.